# Ladislav Valentić
Ladislav Valentić (Valenticz) (6. srpnja, 1688. – ?) hrvatski (gradišćanski) je pisac i svećenik.
Rođen je kao Ivan Valentić u Donjoj Austriji. Zagovor je objavio 22. srpnja, 1712., 17. prosinca je postao subdiakon, 11. ožujka, 1713. diakon. U Beču je bio zaređen za svećenika 1. travnja, 1713. Bio je u samostanu konvencionalaca u Alserstrasse, zatim u Željeznom.
Jedino svoje djelo je gradišćanskohrvatski evanđelistar, koji je bio ranije temelj biblijskog prijevoda Martina Meršića i Ivana Jakšića.

## Djelo
- Epiztole i Vangyelja na ſze nedilye, i szvetke z-popiſzanum Mukum Gozpodina naſſega Jesusa Kristusa (1741.)